# Jądro soczewkowate

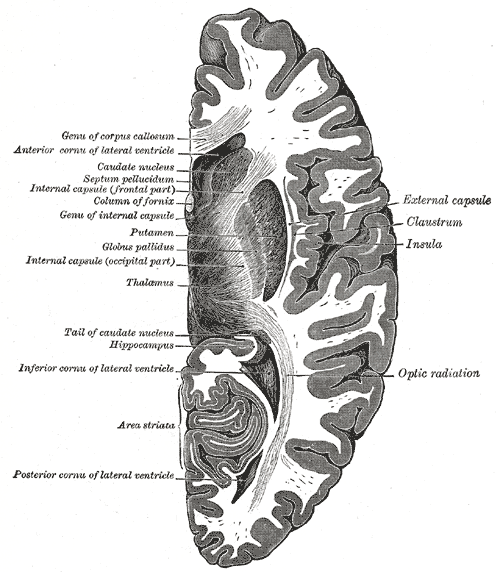
Przekrój prawej połowy mózgu. Podpisane części jądra soczewkowatego: skorupa – Putamen, gałka blada – Globus pallidus.

Jądro soczewkowate (łac. nucleus lentiformis) – w anatomii człowieka skupisko istoty szarej będące częścią ciała prążkowanego w kresomózgowiu parzystym. Jest jednym z jąder podstawnych. Wyróżnia się w nim dwie części: skorupę (część zewnętrzna, boczna) i gałkę bladą (część wewnętrzna, przyśrodkowa), rozdzielone blaszką rdzenną boczną.